# Amikacin
Amikacin ist ein gegen gramnegative aerobe Keime bakterizid wirkendes Antibiotikum aus der Gruppe der Aminoglykoside.

## Anwendung
Eingesetzt wird Amikacin zur Behandlung von schweren Infektionen, die durch empfindliche gramnegative Erreger, vor allem der Gattungen Pseudomonas, Escherichia coli, Proteus, Providencia, Klebsiella, Enterobacter, Serratia, Mykobakterium, Nocardia und Acinetobacter verursacht werden. Als Monotherapie wird es meistens bei Infektionen der oberen Harnwege und Weichteilinfektionen angewendet. Zur Initialbehandlung der Sepsis bzw. Infektionen bei immunsupprimierten Patienten (z. B. nach Chemotherapie) kommt Amikacin in Kombination mit anderen Mitteln in Einsatz, meistens mit β-Lactam-Antibiotika (synergische Wirkung vor allem mit Piperacillin).
Amikacin wird weiterhin als Ersatz-Aminoglycoside zum üblicheren Streptomycin zur Behandlung von multiresistenten Tuberkulose-Erregern (Mykobakterium tuberculosis) eingesetzt. Es ist hierzu ein Medikament der zweiten Wahl, angewendet nur in Kombination mit anderen Antituberkulotika bei Therapieversagen mit den klassischen Therapieschemata. Amikacin wird hierfür von der Weltgesundheitsorganisation in der Liste der unentbehrlichen Arzneimittel als eines der komplementären "Second Line"-Mitteln aufgeführt.

## Pharmakodynamik (Wirkmechanismus)
Amikacin hemmt als Aminoglykosid die bakterielle Proteinsynthese, indem es die Funktion der Ribosomen blockiert. Dabei unterbindet es unter anderem die Translokation von Peptidyl-tRNA und damit die Initiation der Proteinsynthese.

## Pharmakokinetik und Interaktionen
Bei peroraler Aufnahme von Amikacin erfolgt – wie bei allen Aminoglycosiden – keine Resorption über den Darm, weshalb der Wirkstoff parenteral als intramuskuläre Injektion oder als intravenöse Infusion verabreicht werden muss. Amikacin überwindet die Blut-Hirn-Schranke nur bei entzündlichen Störungen derselben. Amikacin wird nicht in der Leber verstoffwechselt, sondern unverändert über die Nieren ausgeschieden.
Bei gleichzeitiger Gabe von anderen potentiell ototoxischen Medikamenten, wie unter anderem platinhaltige Zytostatika und Schleifendiuretika kann die ototoxische Wirkung verstärkt sein. Die Wirkdauer von nichtdepolarisierenden Muskelrelaxanzien kann verlängert sein.

## Nebenwirkungen
Sehr häufig kommt es zu einer Störung der Nierenfunktion mit Einschränkung der glomerulären Filtration (Nephrotoxizität). Häufig treten Schmerzen an der Injektionsstelle, Proteinurie und Elektrolytstörungen im Plasma auf, vor allem Hypokaliämie, Hypokalzämie und Hypomagnesiämie. Gelegentlich kommt es zu einer von der Dosis und der Therapiedauer abhängigen Schädigung des Hörvermögens, Tinnitus und Schwindel durch Schädigung des Nervus vestibulocochlearis (Ototoxizität) sowie zu peripheren Nervenschäden (die irreversibel sein können), ferner zu Leberenzymanstieg und Hautausschlägen. Selten kommt es zu Blutbildveränderungen (Thrombozytopenie, Leukopenie, Eosinophilie) und Hautausschlägen. Sehr selten zu Polyneuropathien und akutem Nierenversagen.

## Gegenanzeigen
Eine Kontraindikation ist in der Schwangerschaft gegeben, da eine mögliche Taubheit des Kindes nicht ausgeschlossen werden kann. Ebenso besteht eine Gegenanzeige für die Anwendung bei Früh- und Neugeborenen. Bei vorliegenden Nieren-, Leber- und Gehörschäden sowie Gleichgewichtsstörungen ist ebenso wie bei Myasthenia gravis und Morbus Parkinson Vorsicht geboten. Bei terminaler Niereninsuffizienz und Vorschädigung des Innenohrs oder Gleichgewichtsorgans darf Amikacin nur bei vitaler Indikation verabreicht werden. Obwohl Schädigungen der Leber keine Auswirkungen auf den Plasmaspiegel haben, kann es zur Ausbildung eines hepatorenalen Syndroms kommen.

## Handelsnamen
Amikacin; Biklin; Amikin